# Maďarské pengő

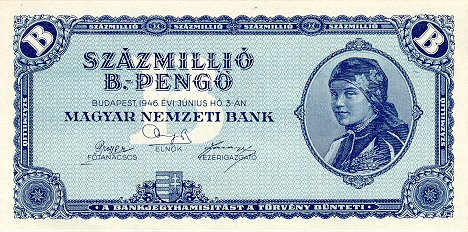
Bankovka s hodnotou 100 milionů b.-Pengö

Maďarské pengő byla měna v Maďarsku od 1. ledna 1927, kdy nahradila maďarskou korunu, až do 31. července 1946, kdy bylo nahrazeno forintem. Pengő se dělilo na 100 fillérů. Ačkoli zavedení této měny bylo součástí poválečného stabilizačního programu, měna přežila pouze 20 let a zažila největší hyperinflaci, která byla kdy v dějinách zaznamenána.